# Bubon
Koordinaten: 36° 58′ N, 29° 24′ O
Bubon (altgriechisch Βουβών) war eine antike Stadt in Kleinasien im nördlichen Lykien, gehörte aber ursprünglich nicht zum lykischen Kernland. Seine Ruinen sind auf dem Dikmen Tepe beim heutigen Dorf İbecik in der Türkei lokalisiert.

## Geschichte
Als mythischer Gründer galt der lykische Räuber Bubon. Tatsächlich ist die Stadt wohl im 3. Jahrhundert v. Chr. von einwandernden Pisidern gegründet worden. In hellenistischer Zeit gehörte Bubon mit Balbura und Oinoanda zu einem Vierstädtebund (Tetrapolis) unter der Führung von Kibyra, der etwa 84–82 v. Chr. von den Römern aufgelöst wurde. Die Stadt war danach Mitglied des Lykischen Bundes und wurde mit diesem unter Kaiser Claudius ein Teil der Provinz Lycia et Pamphylia.

## Archäologie
Es sind nur noch wenige Baureste erhalten, darunter ein Theater. Im Zentrum der Stadt liegt nahe der Agora die teilweise verschüttete Ruine eines Gebäudes, das wahrscheinlich dem Kaiserkult gedient hat (sogenanntes Sebasteion). Aus ihm stammen zahlreiche Bronzestatuen römischer Kaiser und Kaiserinnen, die in den frühen 1960er Jahren bei Raubgrabungen gefunden wurden und heute über zahlreiche Sammlungen der Welt verstreut sind. Eine einzige kopflose Statue befindet sich im Archäologischen Museum Burdur, wo auch weitere Funde aus Bubon ausgestellt sind.

## Erforschung
Nach einer Feldkampagne in Bubon gemeinsam mit George Ewart Bean veröffentlichte Friedel Schindler 1972 ein Corpus aller bis dahin bekannten Inschriften aus der Stadt. Von 2004 bis 2006 fanden epigraphische und archäologische Feldforschungen unter der Leitung von Christina Kokkinia (Institute of Historical Research/National Hellenic Research Foundation, Athen) in Bubon und seinem Umland statt. 2010 und 2011 fanden diese Forschungen durch Oliver Hülden (damals: Institut für Klassische Archäologie der Universität München) und Thomas Corsten (Institut für Alte Geschichte und Altertumskunde, Papyrologie und Epigraphik, Universität Wien) eine Fortsetzung. Aufgrund von Keramikfunden kann auf dem Dikmen Tepe die Existenz einer archaisch-klassischen Vorgängersiedlung der hellenistischen Gründung Bubon wahrscheinlich gemacht werden, deren Zentrum vielleicht eine Burganlage auf dem Gipfel bildete.